# 1re Avenue
La 1re Avenue est une des plus anciennes rues de Limoilou, à Québec.

## Situation et accès
Elle suit une direction nord-sud. Son point de départ au sud est situé dans le quartier Vieux-Limoilou, à la rencontre de la 4e rue et de la rue de la Croix-Rouge, tout près du pont Drouin. Elle traverse secteur Limoilou puis l'arrondissement Charlesbourg, dont elle traverse le centre historique. Elle se termine à la jonction du boulevard Henri-Bourassa.

## Historique
Dès 1666 un chemin menant de la rivière Saint-Charles aux terres nouvellement concédées de Charlesbourg est tracé. Cette route porte longtemps le nom de chemin de Charlesbourg. Vers 1912, la société Quebec Land, qui lotissait les terres de Limoilou, lui donne son nom actuel en accord avec le système numérique qu'elle applique à tout le nouveau quartier, suivant le modèle de New-York. À Charlesbourg, ce nom ne fut officialisé qu'en 1941.